# Roadrunner Records
Roadrunner Records bylo založeno roku 1980 v Nizozemsku. Původně se společnost nazývala „Roadracer Records“ a zaměřovala se především na heavy metal. Nejúspěšnější umělci této firmy byli například King Diamond (dánský autor, který se dostal i do Billboard Hot 200) a Annihilator.
V roce 1986 Roadrunner otevřel pobočku v New York City.
V pozdních osmdesátých letech minulého století se objevovaly alba, které jsou dnes považovány jako „klasiky“: Slowly We Rot od Obituary a Beneath the Remains od Sepultury.
Mezi další přední umělce patří např. Slipknot, Cradle of Filth, Killswitch Engage, Within Temptation, Trivium, Machine Head, Nickelback, Opeth, Fear Factory, Soulfly, DragonForce, 3 Inches of Blood, Stone Sour, Alter Bridge, Kiss, Megadeth, Dream Theater, Porcupine Tree, Korn, Slash, Lynyrd Skynyrd, Royal Republic, Lenny Kravitz.